# Barbara Everest
Barbara Mary Everest (* 9. Juni 1890 in London, England; † 9. Februar 1968 ebenda) war eine britische Theater- und Filmschauspielerin.

## Leben
Barbara Everest wurde 1890 in London geboren. 1912 trat sie in Harley Granville-Barkers The Voysey Inheritance erstmals auf der Theaterbühne auf. Von 1916 bis 1922 war sie als Darstellerin in mehreren britischen Stummfilmen zu sehen. Für zehn Jahre legte sie dann eine Filmpause ein. Erst ab 1932 stand sie erneut vor der Kamera, so auch 1937 neben Douglas Fairbanks Jr. in Gangster, Frauen und Brillanten unter der Regie von Raoul Walsh. 1938 und 1939 wirkte sie auch in zehn Fernsehfilmen der BBC mit. 1942 verließ sie London und siedelte in die Vereinigten Staaten über, wo sie zunächst am New Yorker Broadway und kurz darauf auch in Hollywood für verschiedene Filmstudios zum Einsatz kam. Es folgten Auftritte in Michael Curtiz’ Botschafter in Moskau (1943) und in der Literaturverfilmung Die Waise von Lowood (1943) basierend auf Charlotte Brontës Roman Jane Eyre.
Im Laufe ihrer Karriere war Barbara Everest zumeist in Nebenrollen zu sehen, wie etwa in George Cukors Das Haus der Lady Alquist (1944) an der Seite von Ingrid Bergman und Charles Boyer oder in Die Entscheidung neben Greer Garson und Gregory Peck. Häufig war Everest in mütterlichen Rollen als Bedienstete oder Verwandte zu sehen. Nach Ende des Zweiten Weltkriegs kehrte sie nach Großbritannien zurück, wo sie ab 1946 erneut mehrfach für das britische Fernsehen arbeitete, so unter anderem 1956 für eine weitere Jane-Eyre-Adaption. Noch ehe ihr letzter Film veröffentlicht wurde, verstarb Everest 1968 im Alter von 77 Jahren in ihrer Heimatstadt.

## Filmografie (Auswahl)
- 1916: The Hypocrites
- 1919: Not Guilty
- 1922: The Persistent Lovers
- 1932: Lily Christine
- 1932: When London Sleeps
- 1933: Home, Sweet Home
- 1935: The Passing of the Third Floor Back
- 1935: Scrooge
- 1936: The Man Behind the Mask
- 1937: Gangster, Frauen und Brillanten (Jump for Glory)
- 1939: Inquest
- 1940: Meet Maxwell Archer
- 1941: The Patient Vanishes
- 1942: Commandos Strike at Dawn
- 1943: Auf ewig und drei Tage (Forever and a Day)
- 1943: Botschafter in Moskau (Mission to Moscow)
- 1943: Phantom der Oper (Phantom of the Opera)
- 1943: Die Waise von Lowood (Jane Eyre)
- 1944: Der unheimliche Gast (The Uninvited)
- 1944: Das Haus der Lady Alquist (Gaslight)
- 1945: Die Entscheidung (The Valley of Decision)
- 1945: The Fatal Witness
- 1946: Das dämonische Ich (Wanted for Murder)
- 1954: Ein Inspector kommt (An Inspector Calls)
- 1956: Jane Eyre (TV-Mehrteiler)
- 1958: Safeknacker Nr. 1 (The Safecracker)
- 1959: Treppauf – Treppab (Upstairs and Downstairs)
- 1961: El Cid
- 1962: Sie sind verdammt (The Damned)
- 1963: Krankenschwester auf Rädern (Nurse on Wheels)